# Homogenitet
Homogenitet (av homogen från grekiskans homo, lik(a), och gen, -artad) är ett tillstånd där något är enhetligt, alltigenom lika, likformigt. Motsatsen är heterogen. Mjölk som säljs i matbutiker är homogeniserad, vilket innebär att fettet i den är finfördelat så att blandningen blir mera homogen. 
Man kan även finna ordet homogen i sammanhang som "Klubben förbehåller sig rätten att neka nya personers medlemskap då vi vill ha en så homogen klubb som möjligt". 